# NGC 6640
NGC 6640 est une galaxie spirale située dans la constellation de la Lyre. Sa vitesse par rapport au fond diffus cosmologique est de 6 689 ± 11 km/s, ce qui correspond à une distance de Hubble de 98,7 ± 6,9 Mpc (∼322 millions d'al). NGC 6640 a été découverte par l'astronome français Édouard Stephan en 1884.
La classe de luminosité de NGC 6640 est III-IV et elle présente une large raie HI.
À ce jour, trois mesures non basées sur le décalage vers le rouge (redshift) donnent une distance de 83,167 ± 2,230 Mpc (∼271 millions d'al), ce qui est à l'extérieur des valeurs de la distance de Hubble. Notons que c'est avec la valeur moyenne des mesures indépendantes, lorsqu'elles existent, que la base de données NASA/IPAC calcule le diamètre d'une galaxie et qu'en conséquence le diamètre de NGC 6640 pourrait être d'environ 34,5 kpc (∼113 000 al) si on utilisait la distance de Hubble pour le calculer.